# Labioproctus poleii
Labioproctus poleii är en insektsart som först beskrevs av Green 1896.  Labioproctus poleii ingår i släktet Labioproctus och familjen pärlsköldlöss. Inga underarter finns listade i Catalogue of Life.